# كايو (لاعب كرة قدم)
كايو هو لاعب كرة قدم برازيلي في مركز الوسط، ولد في 11 يناير 1999 في إيتاكاكيسيتوبا في البرازيل. لعب مع نادي لوندرينا.

## وصلات خارجية
- كايو على موقع قاعدة بيانات كرة القدم.إي يو (الإنجليزية)
- كايو على موقع Soccerway.com (الإنجليزية)
- كايو على موقع عالم كرة القدم.نت (الإنجليزية)